# رابرت کمپین
رابرت کمپین (زاده ۱۳۷۵ - درگذشته ۲۶ آوریل ۱۴۴۴) را هنرمندی می‌دانند که با نام استاد فلامل شناخته شده است. او به عنوان اولین استاد برجسته فلاندری و نقاش دوره اولیه نقاشی هلندی شناخته می‌شود.دهه‌ها بر سر این مطلب مناقشه بوده است.از دوره‌ای از زندگی کمپین مستنداتی وجود دارد.اماهیچ اثر قابل ارزیابی مربوط به او یافت نشده است،در حالی که مجموعه‌ای از کارها یافت شده است که به استاد فلامل مربوط می‌شود و فرض گرفته می‌شود منشا کارهای او باشد.

## نگارخانه

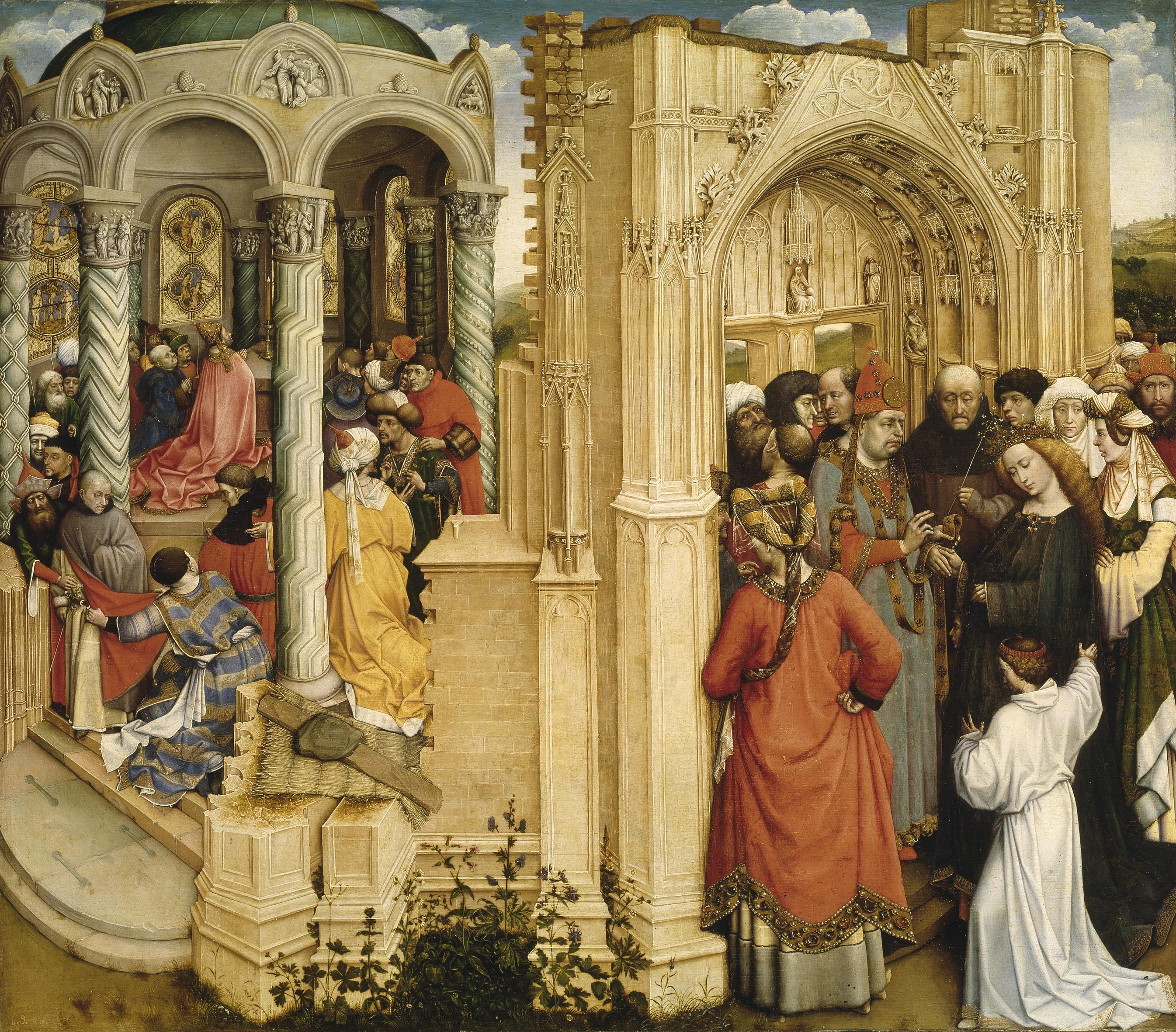
ازدواج باکره ۱۴۲۰ م. موزه دل پرادو
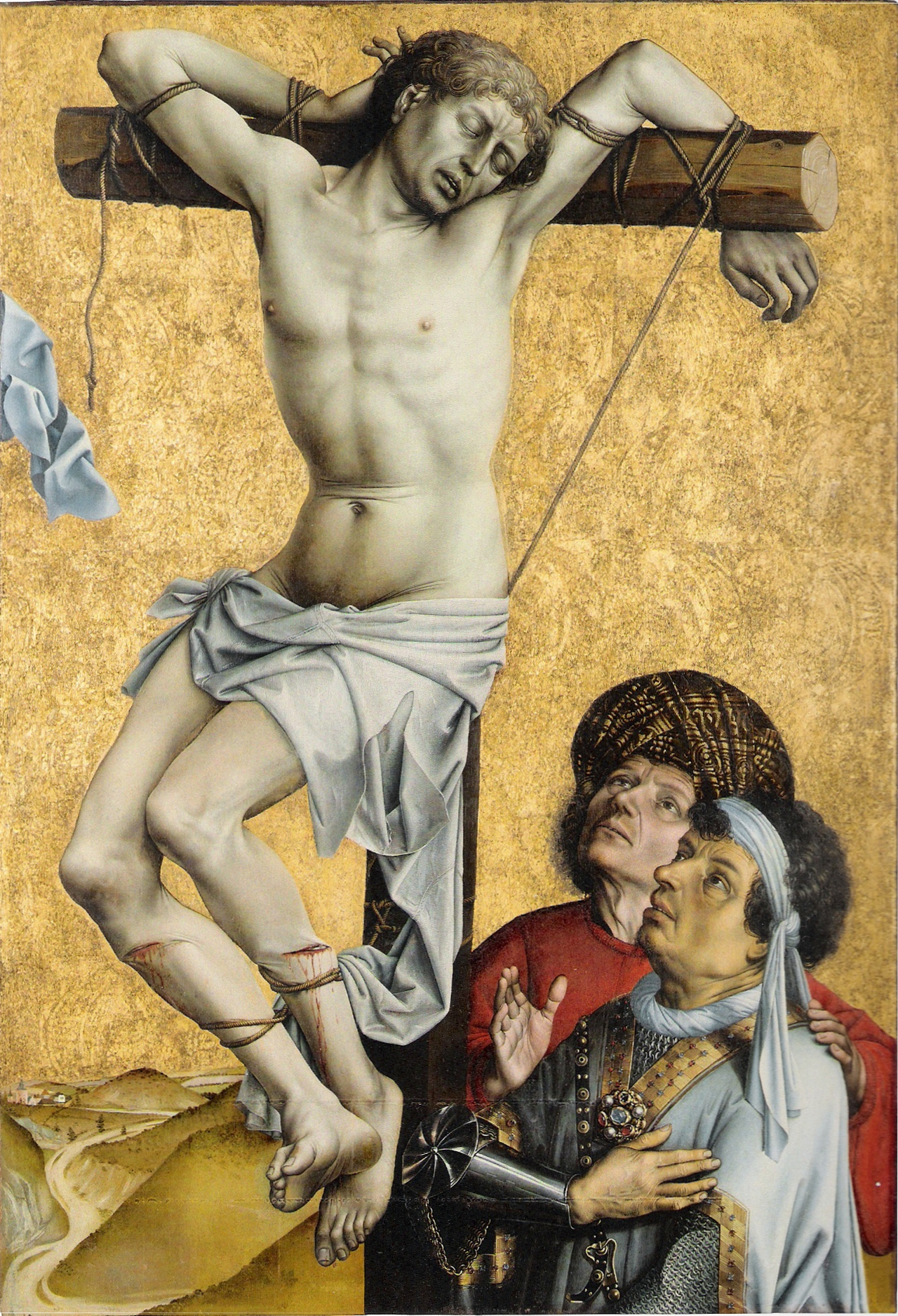
تصلیب یک دزد حوالی ۱۴۳۰ م. مجموعهٔ خصوصی
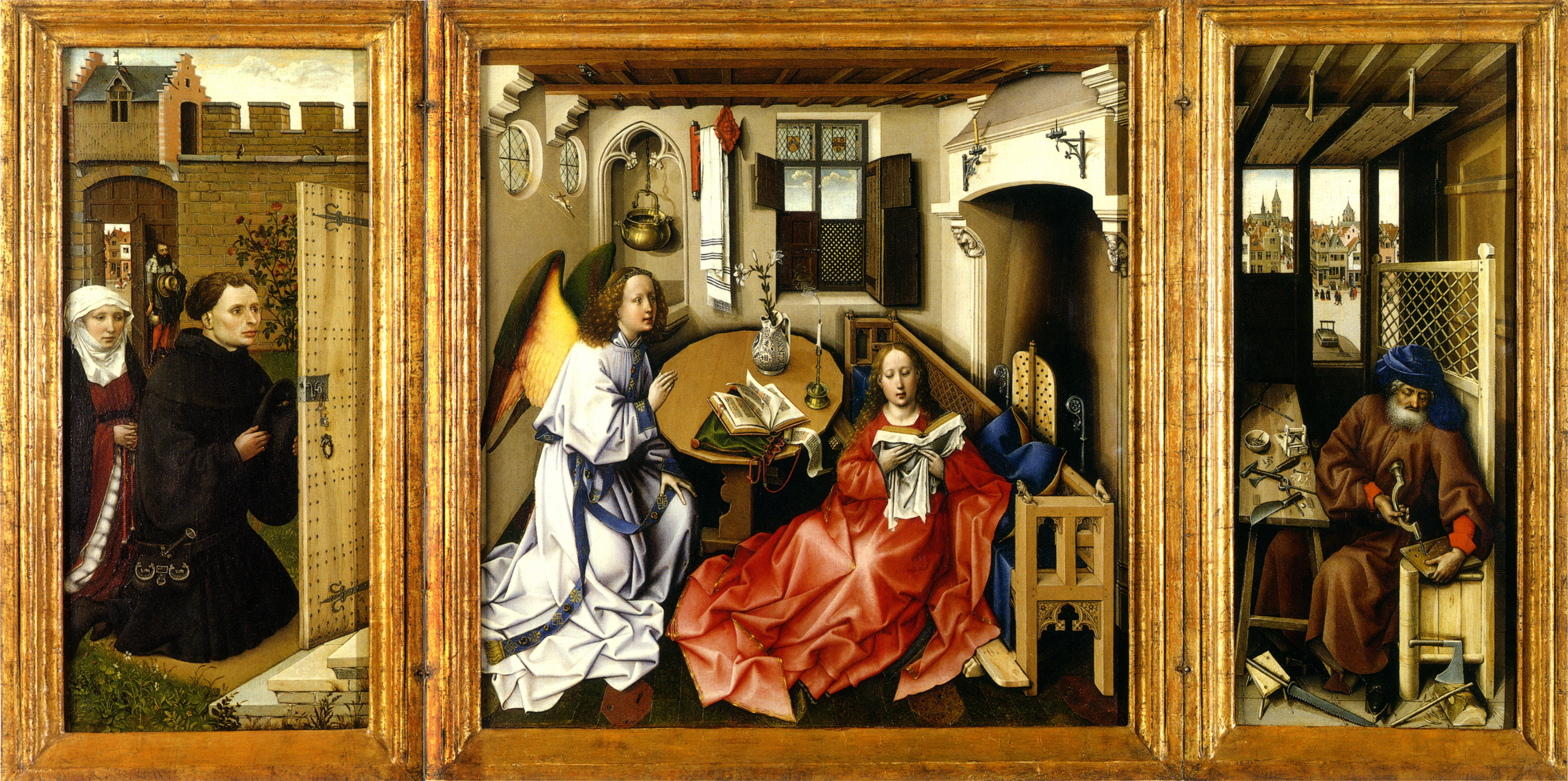
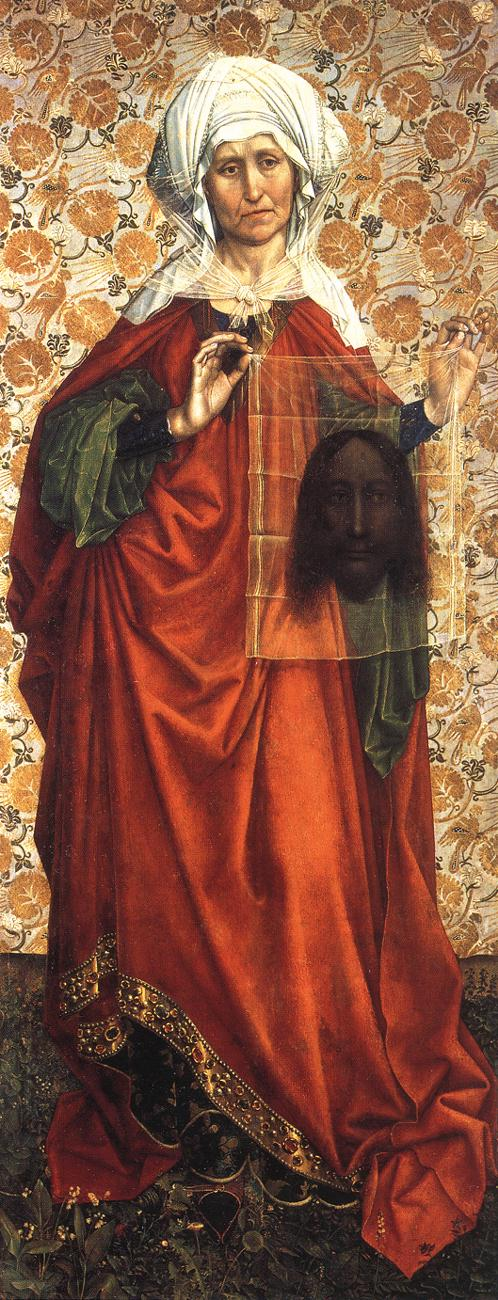
ورونیکا، منسوب به رابرت کمپین